# Stephanie Foster
Stephanie Foster (2 de septiembre de 1958) es una deportista neozelandesa que compitió en remo. Ganó dos medallas de bronce en el Campeonato Mundial de Remo, en los años 1982 y 1986.

## Palmarés internacional
| Campeonato Mundial | Campeonato Mundial       | Campeonato Mundial | Campeonato Mundial |
| Año                | Lugar                    | Medalla            | Prueba             |
| ------------------ | ------------------------ | ------------------ | ------------------ |
| 1982               | Lucerna (Suiza)          | Medalla de bronce  | Scull individual   |
| 1986               | Nottingham (Reino Unido) | Medalla de bronce  | Doble scull        |